# Onitis coxalis
Onitis coxalis är en skalbaggsart som beskrevs av Gillet 1918. Onitis coxalis ingår i släktet Onitis och familjen bladhorningar. Inga underarter finns listade i Catalogue of Life.